# Good Kid, M.A.A.D City
Albums de Kendrick Lamar
Section.80
(2011) To Pimp a Butterfly
(2015)
Singles
1. The Recipe
Sortie : 3 avril 2012
2. Swimming Pools (Drank)
Sortie : 31 juillet 2012
3. Backseat Freestyle
Sortie : 7 janvier 2013
4. Poetic Justice
Sortie : 15 janvier 2013
5. Bitch, Don't Kill My Vibe
Sortie : 19 mars 2013

Good Kid, M.A.A.D City (stylisé good kid, m.A.A.d city) est le deuxième album studio de Kendrick Lamar, sorti le 22 octobre 2012 chez Aftermath Entertainment, Interscope Records et Top Dawg Entertainment. Il s'agit du premier album de Lamar chez une major après la sortie indépendante de son premier album Section.80 en 2011 et sa signature chez Aftermath et Interscope l'année suivante.
Good Kid, M.A.A.D. City a été enregistré principalement dans plusieurs studios en Californie, avec des producteurs tels que Dr. Dre, Just Blaze, Pharrell Williams, Hit-Boy, Scoop DeVille, Jack Splash et T-Minus, entre autres, qui ont contribué à cet album, mais aussi avec des apparences vocales par Drake, MC Eiht, Dr. Dre, Jay Rock, et Anna Wise. L'album est un concept innovant se présentant comme un court métrage, il suit l'histoire de l'adolescence de Lamar dans les rues infestées de drogues et le mode de vie des gangs de sa ville natale Compton, banlieue défavorisée de Los Angeles. Il aborde des thèmes tels que la religion, la drogue, les gangs, le crime, l'alcool, le vol, l'argent facile, les relations hommes-femmes et propose, à travers ses propres expériences une réflexion sur l'influence de l'environnement et de l'entourage sur un individu et ses conséquences négatives. L'album est largement salué par la critique, qui en loue la thématique et les paroles. Il a été nommé quatre fois aux Grammy Awards lors de la 56e édition des Grammy Awards, notamment dans la catégorie "album de l'année".
L'album s'est classé deuxième sur le Billboard 200 américain, se vendant à 242 000 exemplaires la première semaine, ce qui lui a valu les ventes les plus élevées d'un album hip-hop d'un artiste masculin en 2012, ainsi que les meilleures ventes d'un artiste masculin de l'année pour la première semaine. Il s'est également classé 1er au Top R&B/Hip-Hop Albums et deuxième au Top Digital Albums. Il est devenu le premier album de Lamar à entrer dans le UK Albums Chart des albums du Royaume-Uni, atteignant le 16e rang et entrant dans le UK R&B Albums Chart du Royaume-Uni au 2e rang. L'album a également été nommé sur de nombreuses listes de fin d'année, souvent en tête de liste. Il a été certifié disque de platine le 21 août 2013, puis triple disque de platine par la Recording Industry Association of America (RIAA) en juin 2018. En avril 2018, l'album s'était vendu à 1,7 million d'exemplaires aux États-Unis.
La sortie de l'album a été soutenue par cinq singles à savoir The Recipe, Swimming Pools (Drank), Backseat Freestyle, Poetic Justice et Bitch, Don't Kill My Vibe. Les cinq singles ont tous connu le succès, à des degrés divers. De mai à août 2013, Lamar part en tournée mondiale avec les autres membres de son collectif Black Hippy.

## Contexte
Après la sortie et le succès de son premier album studio Section.80 (2011), Lamar a signé un contrat majeur avec Interscope Records et le label de Dr Dre, Aftermath Entertainment. Il a dit à HipHopDX qu'il ne voulait pas travailler avec des producteurs de haut niveau, mais avec ceux avec lesquels il s'était établi, principalement des producteurs de l'équipe de production interne de Top Dawg, Digi+Phonics.
Dans une interview pour XXL, Lamar a déclaré que l'album ne ressemblerait pas à Section.80, mais qu'il reviendrait à ses racines Compton : "Je ne saurais vous dire quel type de son ou où je serai dans les cinq prochaines années en ce qui concerne la musique... De retour dans le quartier et [retournant] dans le même endroit où nous étions auparavant, j'ai été inspiré [moi]. Cet album ne ressemblera donc pas à Section.80".
Lamar a également déclaré que l'album mettra en valeur l'influence de sa ville natale : « Avant que le titre de l'album ne soit officiellement dévoilé, les fans l'avaient déjà appelé Good Kid, Mad City ou Good Kid in a Mad City, comme on l'avait surnommé lui-même. Le titre de l'album fait principalement référence à l'innocence de l'enfance de Lamar et à l'influence de Compton sur sa vie. Après avoir caché l'acronyme du titre de l'album, Lamar a révélé plus tard que M.A.A.D est un acronyme à deux sens : « My Angry Adolescence Divided » (« mon adolescence en colère divisée ») et « My Angels on Angel Dust » évoquant la drogue où il explique tout au long de l’album pourquoi il a mis un terme à celle-ci. Lamar a rajouté : "C'était moi, [et c'est] la raison pour laquelle je ne fume pas. C'était juste moi qui mettais la main sur la mauvaise chose au mauvais moment [et] qui l'ignorais »".
La pochette de Good Kid, M.A.A.D City présente Lamar étant bébé, deux de ses oncles, et son grand-père. Les yeux de ses aînés sont censurés. Bien qu'il n'y ait pas d'explication confirmée pour expliquer pourquoi Lamar a choisi de le faire, il a expliqué que la raison pour laquelle il n'avait pas censuré ses propres yeux était que l'histoire de l'album était racontée à travers ses yeux, et était basée sur ses expériences. L'oncle qui tient Lamar fait également le signe du gang des Crips avec sa main, et l'affiche au-dessus de la tête de l'oncle montre Lamar et son père.

## Enregistrement et production
Les sessions d'enregistrement de l'album ont eu lieu aux PatchWerk Recording Studios à Atlanta, Encore Studios à Burbank, TDE Red Room à Carson, et "At My Mama's Studio" à Los Angeles. La première chanson que Lamar a enregistrée pour cet album était Compton, avec Dr. Dre. Le titre est le douzième titre de l'album et sert de titre de clôture de l'édition standard.
Le 15 août 2012, Lady Gaga a annoncé sur Twitter qu'elle avait collaboré avec Lamar sur une chanson intitulée Partynauseous, pour l'album, et qu'elle allait sortir le 6 septembre. Cependant, le 23 août, Gaga annonce que la chanson ne sortira pas à cette date et s'excuse auprès des fans pour le retard. Il est finalement confirmé que Lady Gaga ne figurera pas sur l'album en raison de problèmes de timing et de différences créatives. Le titre de la chanson a été modifié par la suite en Bitch, Don't Kill My Vibe. Le 8 novembre, Gaga a sorti la version sur laquelle elle était en vedette, dans laquelle elle chantait le refrain et un couplet. Lamar s'est dit surpris et heureux que Gaga sorte sa version de la chanson, car elle montrait de la confiance dans leur travail ensemble.

## Musique et paroles
Good Kid, M.A.A.D. City a une production discrète, pessimiste, avec des rythmes atmosphériques et des hooks (crochets) subtils et indistincts, qui évite les goûts hip-hop contemporains et présente généralement des mesures de basse serrées, des voix de fond subtiles et un piano léger.
Sur le plan lyrical, l'album relate les expériences de Lamar dans sa ville natale, Compton, et ses dures réalités, dans un récit non linéaire. Les chansons abordent des thèmes tels que la privation des droits économiques, la violence de gangs rétributifs et les femmes opprimées, tout en analysant leurs effets résiduels sur les individus et les familles. Lamar présente divers personnages et conflits internes, y compris le contraste entre son mal du pays et son amour pour Compton et l'état délabré de la ville. Del F. Cowie de Exclaim! observe une "transformation" du personnage de Lamar "d'un adolescent bruyant, impressionnable et avide de filles à une vie d'adulte plus spirituelle, difficile, irrévocablement formée par le voisinage et les liens familiaux de son environnement précaire". Mark Collett de Slant Magazine écrit que Lamar exécute la transition du personnage en "tempérant les pulsions hédonistes du hip hop de la côte ouest avec les impulsions auto-réfléchies de la côte est." David Amidon de PopMatters estime que l'album fournit une "sorte d'arc de caractère semi-autobiographique".
L'album présente des skits naturalistes et réalistes qui mettent en scène les limites des personnages. Jon Caramanica du New York Times les considère comme faisant partie de la "stratégie narrative" de l'album, avec "des prières et des conversations, des voix, des souvenirs et des intermèdes différents, le tout au service d'une histoire globale : Lamar qui esquive les coins les plus difficiles de Compton pour se retrouver artistiquement." Ces skits relatant certains événements, des plus banals aux plus marquants de la vie de Lamar, rythment l'enchaînement des différentes pistes. Jayson Greene, de Pitchfork, estime qu'ils renforcent le thème de l'album : "Le pouvoir de fonder une famille", interprétant "la famille et la foi" comme étant "les liens effilochés qui retiennent Lamar du gouffre de la violence des gangs qui menace de le consumer."
Lamar fait preuve d'un tempérament tempéré sur l'album et de raps avec des récits denses, des rimes internes, un flow à base de rythme double et triple et des voix multiples pour différents personnages. Le journaliste musical Jody Rosen le décrit comme " un conteur, pas un vantard ou un rappeur, mettant les aspirations spirituelles et le dilemme moral sur fond de violence de gang et de brutalité policière."

## Singles
Le premier single de l'album, The Recipe, sort le 3 avril 2012. La chanson met en vedette le mentor de Lamar, Dr Dre, et a été produite par Scoop DeVille. Le titre a culminé à la 38e place des Hot R&B/Hip-Hop Songs américains. Lamar et Dr. Dre ont tourné un clip vidéo pour la chanson dans un manoir de Los Angeles en mai, bien qu'il n'ait jamais été publié. Le deuxième single de l'album Swimming Pools (Drank) est sorti le 31 juillet 2012 en téléchargement numérique, tandis que le clip vidéo est sorti le 3 août 2012,. La chanson est devenue un succès, atteignant la 17e place du US Billboard Hot 100. Swimming Pools (Drank) a également été certifié disque de platine aux Etats-Unis par la RIAA.
Le clip vidéo du titre Backseat Freestyle, est sorti le 2 janvier 2013, dans lequel le père de Lamar apparaît dans un caméo. Il s'est révélé être le troisième single au Royaume-Uni le 7 janvier. La chanson a atteint son plus haut rang à la 29e place du US Hot R&B/Hip-Hop Songs.
Poetic Justice sort en troisième single en Amérique du Nord, avec Drake en featuring. Le morceau a été joué à la radio rhythmic contemporary le 15 janvier 2013. La chanson a culminé au 26e rang sur l'US Billboard Hot 100. Elle a aussi été certifié disque de platine aux États-Unis par la RIAA.
Le 9 mars 2013, Kendrick annonce à Rap-Up que le prochain single de l'album sera Bitch, Don't Kill My Vibe. Le 13 mars, Young Guru présente un extrait du remix officiel de la chanson, avec Jay-Z en featuring. Lamar décrira plus tard le remix comme un « accomplissement d'avoir travaillé avec Jay-Z ». Peu après la sortie du remix, Lamar confirme que Bitch, Don't Kill My Vibe sera le prochain single de l'album. La version intégrale du remix a été créée par Funkmaster Flex le 17 mars,. Le remix est sorti le 9 avril en tant que quatrième extrait de l'album sur la radio rhythmic contemporary. Depuis, la chanson a atteint la 32e place du US Billboard Hot 100. Le clip pour la version originale du single est sortie le 13 mai, et Mike Epps a fait une apparition en cameo. Le même jour, une version étendue du clip musicale est sortie. Elle comportait un caméo de Juicy J, et un clip bonus d'une nouvelle chanson de Schoolboy Q tirée de son propre album Oxymoron (2014).
Le 10 mars 2015, Lamar sort de façon inattendue le titre County Building Blues sur iTunes en tant que single promotionnel, qui figure également sur l'édition exclusive Target de l'album.

## Sortie et promotion
Avant et après la sortie de l'album en octobre 2012, Lamar tourne en première partie de la tournée de Drake, Club Paradise Tour avec Steve Aoki,. Le 5 mai 2013, il a commencé sa première tournée du nom de Good Kid, M.A.A.D City World Tour, à West Palm Beach, en Floride. La tournée comprenait 23 spectacles, 22 festivals de musique internationaux et 15 festivals de musique américains. La tournée s'est déroulée jusqu'au 24 août et tous les membres de Black Hippy ont participé à toutes les dates américaines.
Après avoir sous-titré l'album "a short film by Kendrick Lamar ("un court-métrage de Kendrick Lamar"), Lamar déclare dans une interview à GQ qu'"il a l'intention de faire un court métrage pour donner vie à son histoire". Il a également exprimé son intérêt pour la réalisation du court métrage et a suggéré que Tristan Wilds, Taraji P. Henson et Rihanna soient des noms potentiels qu'il voudrait inclure dans le film. Le 23 décembre 2013, le clip vidéo de Sing About Me est sorti et a été réalisé par Darren Romanelli,.
Au cours de la première semaine de sortie de l'album, il s'est classé numéro deux sur le Billboard 200 et s'est vendu à 242 000 exemplaires aux États-Unis. L'album est également entré à la seizième place du UK Albums Chart le 28 octobre, et s'est classé au deuxième rang du UK R&B Albums Charts au Royaume-Uni. L'album s'est également classé parmi les dix premiers places des ventes d'albums au Canada, en Nouvelle-Zélande, et aux Pays-Bas. Dans sa deuxième semaine, il s'est vendu à 63 000 exemplaires aux États-Unis, et 176 000 exemplaires supplémentaires au cours des quatre semaines qui ont suivi, portant ses ventes totales à 481 000 exemplaires le 25 novembre. Le 24 novembre, l'album a atteint le troisième rang du US Vinyl Albums. En avril 2018, l'album s'est vendu à 1 720 000 exemplaires. Il a été certifié triple platine par la Recording Industry Association of America (RIAA) en juin 2018, pour des ventes s'élevant à trois millions d'unités aux États-Unis.

## Accueil critique
Good Kid, M.A.A.D City a été salué par la critique. Sur Metacritic, l'album a reçu une note moyenne de 91, basée sur 36 critiques. Il a été largement salué par les critiques pour la capacité lyrique et les récits de Lamar.
Jayson Greene de Pitchfork a écrit que "le miracle de cet album, c'est qu'il associe des sensations rap directes à son "matériel lourd" et narratif, tandis que David Amidon de PopMatters pensait que l'album était à la fois accessible et substantiel, capable de plaire aux auditeurs hip hop underground et mainstream. Jaeki Cho de XXL a salué Good Kid, M.A.A.D City comme "l'un des corpus d'œuvres les plus cohésifs de la mémoire récente du rap" et a écrit que chaque chanson sonnait "à la fois de manière complexe et adaptée sur le plan sonore, mettant en avant le lyrisme vif de Kendrick et sa maîtrise de la cadence". Dans l'Irish Times, Jim Carroll y voyait un divertissement et une pensée avant-gardiste qui faisait néanmoins écho à l'époque du hip hop de la côte ouest.

### Éloges
Good Kid, M.A.A.D City est apparu sur plusieurs listes des meilleurs albums de fin d'année par des critiques de musique. Il a été nommé meilleur album de 2012 par la BBC, Complex, Fact, New York et Pitchfork. L'album a également été classé numéro deux par Billboard, le Chicago Tribune, MTV, Spin et Time. Numéro quatre par Filter, Jon Pareles du New York Times et Ann Powers de NPR. Numéro cinq de The Guardian. Numéro six du Rolling Stone et numéro huit du Entertainment Weekly. En décembre 2012, Complex a également nommé Good Kid, M.A.A.D City comme étant l'un des 25 albums de hip hop classique des 10 dernières années. Complex a également classé la pochette de l'album comme la meilleure de 2012, tandis que Pitchfork l'a inclus dans sa liste des 20 meilleures pochettes d'albums de l'année. En avril 2013, Vibe a placé l'album au 19e rang de sa liste des "50 meilleurs albums depuis 1993". L'album a également été inclus dans le livre 1001 Albums You Must Hear Before You Die.
En octobre 2013, Complex l'a nommé le deuxième meilleur album hip hop des cinq dernières années. Toujours en 2013, Rolling Stone a placé l'album à la 86e place de sa liste des "100 meilleurs premiers albums de tous les temps". L'album a été classé numéro deux des "100 meilleurs albums de la décennie (2010-2014)", sur une liste publiée par Pitchfork en août 2014. Et numéro cinq des "20 meilleurs albums des années 2010 (à ce jour)", su une liste publiée par Billboard en janvier 2015. Selon Acclaimed Music, un site qui regroupe des centaines de listes de critiques du monde entier dans les classements de tous les temps, l'album est le plus acclamé de 2012, le troisième album le plus acclamé des années 2010 et le 141e album le plus acclamé de tous les temps.
L'album a été nommé pour le Top Rap Album aux Billboard Music Awards 2013 et aux American Music Awards 2013,, et a remporté le prix de l'Album de l'Année aux BET Hip Hop Awards 2013. Good Kid, M.A.A.D City a été nommé à cinq reprises aux à la 56e édition des Grammy Awards, pour l'Album de l'Année, le Meilleur Album de Rap, le Meilleur Nouvel Artiste, la Meilleure collaboration rap/chant pour Now or Never en featuring avec Mary J. Blige, et la Meilleure Performance Rap pour Swimming Pools (Drank).

### Critiques de Shyne
Le 23 octobre 2012, le rappeur Shyne, par le biais de Twitter, a dénigré l'album, le qualifiant notamment de « trash » et jugeant la production horrible. Les rappeurs de la côte ouest Nipsey Hussle, Schoolboy Q et The Game ont rapidement pris le dessus, The Game défendant Lamar en raison de sa "nature non conflictuelle",,. Lamar répondra plus tard aux commentaires de Shyne le 26 octobre, disant qu'il n'est pas une personne sensible et qu'il n'est pas troublé par ses commentaires. De plus, il a dit que Good Kid, M.A.A.D City n'était pas nécessairement un "classique" comme certains l'ont appelé, mais un "classique digne" si suffisamment de temps passait. Il fera plus tard référence à Shyne sur la chanson The Jig Is Up, en déclarant : "Je prie Dieu que ce beat soit assez bon pour Shyne." Après que Shyne ait maintenu ses propos, The Game a répondu par un freestyle contre Shyne, intitulé Cough Up a Lung,. Shyne répondra plus tard avec son propre morceau en guise de représailles, intitulé Psaumes 68 (Guns & Moses).

## Liste des titres
| No  | Titre                                     | Contient un (des) sample(s) de | Durée |
| --- | ----------------------------------------- | --- | ----- |
| 1.  | Sherane a.k.a Master Splinter’s Daughter  | | 4:33  |
| 2.  | Bitch, Don't Kill My Vibe                 | Tiden Flyver des Boom Clap Bachelors | 5:10  |
| 3.  | Backseat Freestyle                        | Yo Soy Cubano des Chakachas 25 Lighters de DJ DMD featuring Fat Pat et Lil' KeKe Good Good Night de Roscoe Dash L'invasion des brocoloïdes des Supers Nanas               | 3:32  |
| 4.  | The Art of Peer Pressure                  | Helt Alene de Suspekt featuring Tina Dickow | 5:24  |
| 5.  | Money Trees (featuring Jay Rock)          | Silver Soul de Beach House | 6:26  |
| 6.  | Poetic Justice (featuring Drake)          | Any Time, Any Place de Janet Jackson | 5:00  |
| 7.  | Good Kid                                  | We Live in Brooklyn, Baby de Roy Ayers Ubiquity | 3:34  |
| 8.  | M.A.A.D City (featuring MC Eiht)          | Don't Change Your Love des Five Stairsteps Funky Worm des Ohio Players Growin' Up in the Hood de Compton's Most Wanted We Major de Kanye West featuring Nas et Really Doe | 5:50  |
| 9.  | Swimming Pools (Drank) (Extended Version) | Distance de Chrome | 5:13  |
| 10. | Sing About Me, I'm Dying of Thirst        | Maybe Tomorrow de Grant Green Use Me de Bill Withers | 12:03 |
| 11. | Real (featuring Anna Wise)                | | 7:23  |
| 12. | Compton (featuring Dr. Dre)               | What's This World Coming to de Formula IV | 4:08  |

| 13. | The Recipe (featuring Dr. Dre)         | Meet the Frownies de Twin Sister | 5:52 |
| 14. | Black Boy Fly                          |                                  | 4:38 |
| 15. | Now or Never (featuring Mary J. Blige) |                                  | 4:17 |

| 16. | Collect Calls (featuring Kent Jamz)     | It's Your Thing des Cold Grits | 3:57 |
| 17. | Swimming Pools (Drank) (Single version) |                                | 4:07 |

| 16. | County Building Blues                                      | 4:18 |
| 17. | Swimming Pools (Black Hippy Remix) (featuring Black Hippy) | 5:14 |

| 16. | The Recipe (Black Hippy Remix) (featuring Black Hippy) | One More Chance (Remix) de The Notorious B.I.G. featuring Faith Evans | 4:23 |

| 13. | Bitch, Don't Kill My Vibe (Remix) (featuring Jay-Z) | I Got It Made de Special Ed | 4:39 |